# RAB10
RAB10 (англ. RAB10, member RAS oncogene family) – білок, який кодується однойменним геном, розташованим у людей на короткому плечі 2-ї хромосоми.  Довжина поліпептидного ланцюга білка становить 200 амінокислот, а молекулярна маса — 22 541.
| 10         |  | 20         |  | 30         |  | 40         |  | 50         |
| ---------- |  | ---------- |  | ---------- |  | ---------- |  | ---------- |
| MAKKTYDLLF |  | KLLLIGDSGV |  | GKTCVLFRFS |  | DDAFNTTFIS |  | TIGIDFKIKT |
| VELQGKKIKL |  | QIWDTAGQER |  | FHTITTSYYR |  | GAMGIMLVYD |  | ITNGKSFENI |
| SKWLRNIDEH |  | ANEDVERMLL |  | GNKCDMDDKR |  | VVPKGKGEQI |  | AREHGIRFFE |
| TSAKANINIE |  | KAFLTLAEDI |  | LRKTPVKEPN |  | SENVDISSGG |  | GVTGWKSKCC |
|            |  |            |  |            |  |            |  |            |

A: Аланін

C: Цистеїн

D: Аспарагінова кислота

E: Глутамінова кислота

F: Фенілаланін

G: Гліцин

H: Гістидин

I: Ізолейцин

K: Лізин

L: Лейцин

M: Метіонін

N: Аспарагін

P: Пролін

Q: Глутамін

R: Аргінін

S: Серин

T: Треонін

V: Валін

W: Триптофан

Задіяний у таких біологічних процесах як транспорт, транспорт білків. 
Білок має сайт для зв'язування з нуклеотидами, ГТФ. 
Локалізований у мембрані, ендоплазматичному ретикулумі, клітинних відростках, цитоплазматичних везикулах, апараті Гольджі, ендосомах.